# Freno a disco
Il freno a disco è un dispositivo meccanico il cui scopo è rallentare o fermare la rotazione di una ruota e il mezzo a cui essa è vincolata. In altre parole la "pinza" del freno (rossa nella prima figura) è solidale al telaio (ossia in generale al veicolo) ed è la sede che ospita le "pastiglie" frenanti. Durante la frenata, un meccanismo preme le pastiglie contro il disco (solidale alla ruota) generando così una forza d'attrito direttamente proporzionale alla pressione. Di conseguenza la ruota riceve una coppia che contrasta la sua rotazione, cioè un'azione frenante.

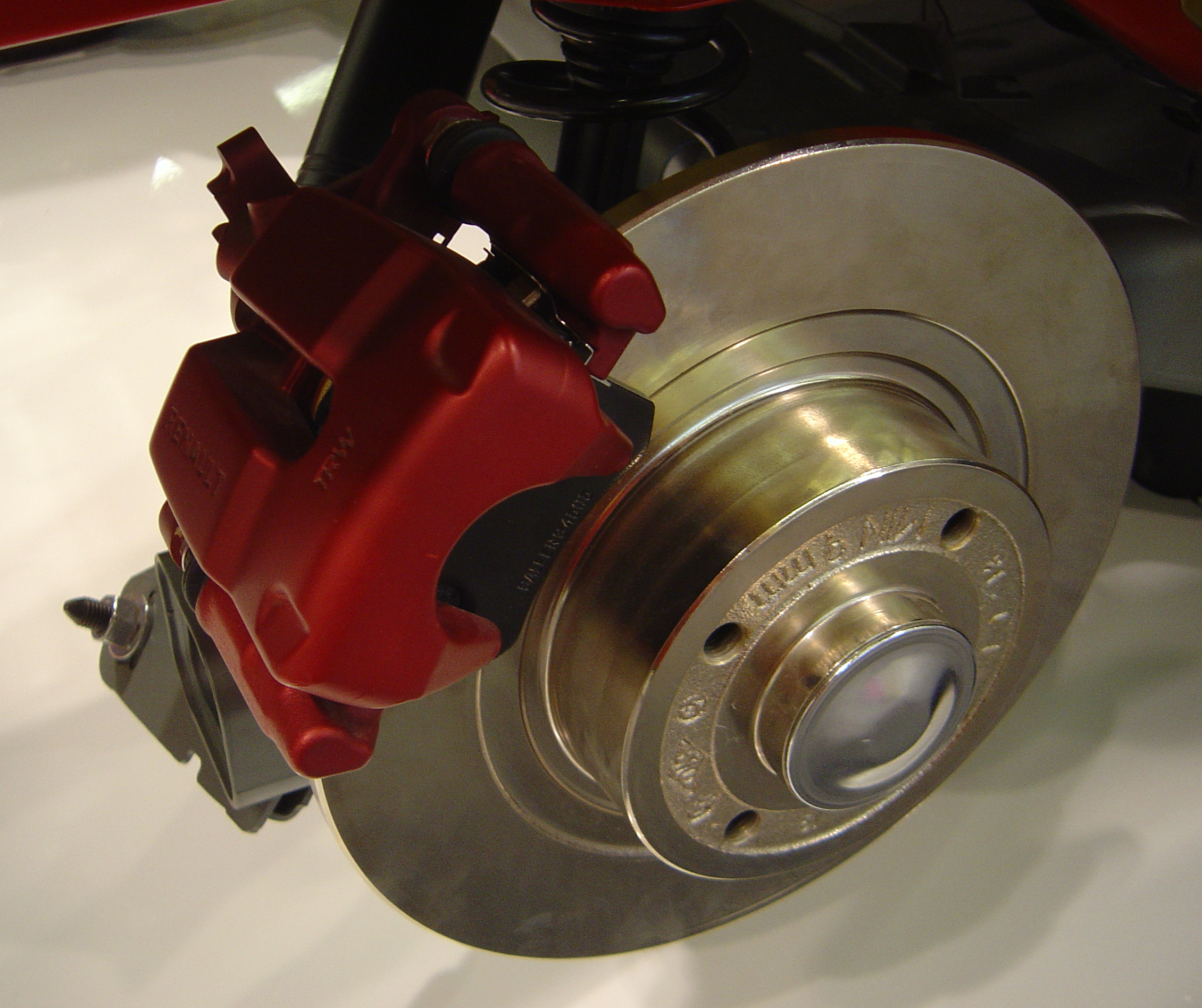
Primo piano di un freno a disco a pinza flottante di un'automobile.

## Storia

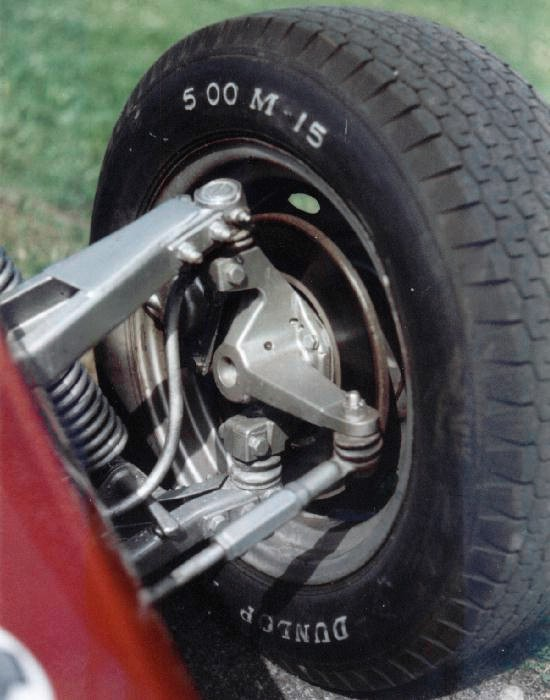
Sulle automobili, i freni a disco sono spesso posizionati all'interno della ruota

I primi esperimenti con freni a disco iniziarono in Inghilterra negli ultimi anni del XIX secolo; i primi freni a disco vennero brevettati da Frederick William Lanchester di Birmingham nel 1902. Passò un quarto di secolo prima che il sistema venisse adottato. In particolare, la prima vettura a montarlo in serie fu la Citroën DS, nel 1955. 
Il primo freno a disco, quello che si è poi trasformato nel sistema attualmente in uso, apparve in Inghilterra a cavallo tra gli anni quaranta e gli anni cinquanta del secolo scorso. Offrivano una capacità frenante decisamente superiore ai fino ad allora utilizzati freni a tamburo, ma quello non era il solo vantaggio. Anche la resistenza alla "dissolvenza" o con il termine inglese "fade" o "fading" (cioè la caratteristica di mantenere immutata o quasi la forza frenante dopo azionamenti ripetuti, limitando il surriscaldamento dei componenti) e la notevole efficacia frenante anche da bagnati (utile per la sicurezza su strada in caso di maltempo ed indispensabile per l'uso in fuoristrada) erano dei "plus" non indifferenti. La semplicità meccanica del sistema a disco, il minor numero di componenti utilizzato e la facilità di riparazione costituivano altri ulteriori ed innegabili vantaggi.
Come spesso avviene il primo impulso alla diffusione dei freni a disco venne dalle competizioni automobilistiche, dove le qualità sopra menzionate costituivano un grande vantaggio competitivo.
Le prime implementazioni di questo sistema frenante prevedevano un solo disco montato vicino al differenziale, solo successivamente vennero montati all'interno delle ruote. La ragione del disco unico montato in posizione centrale scaturiva dal presupposto di avere minori masse non sospese, concentrazione della massa vicino al baricentro e minor riscaldamento degli pneumatici, fattore di vitale importanza per le Formula 1 di quel periodo.
I freni a disco sono oggi diventati indispensabili sulle autovetture di serie, anche se alcune auto (specie quelle più piccole e leggere) montano tuttora, sulle ruote posteriori, dei freni a tamburo per ragioni di costo, di semplicità di implementazione del freno di stazionamento (il cosiddetto "freno a mano"). Essendo la forza frenante delle auto concentrata in larga parte sulle ruote anteriori, questa soluzione può comunque essere considerata un ragionevole compromesso.

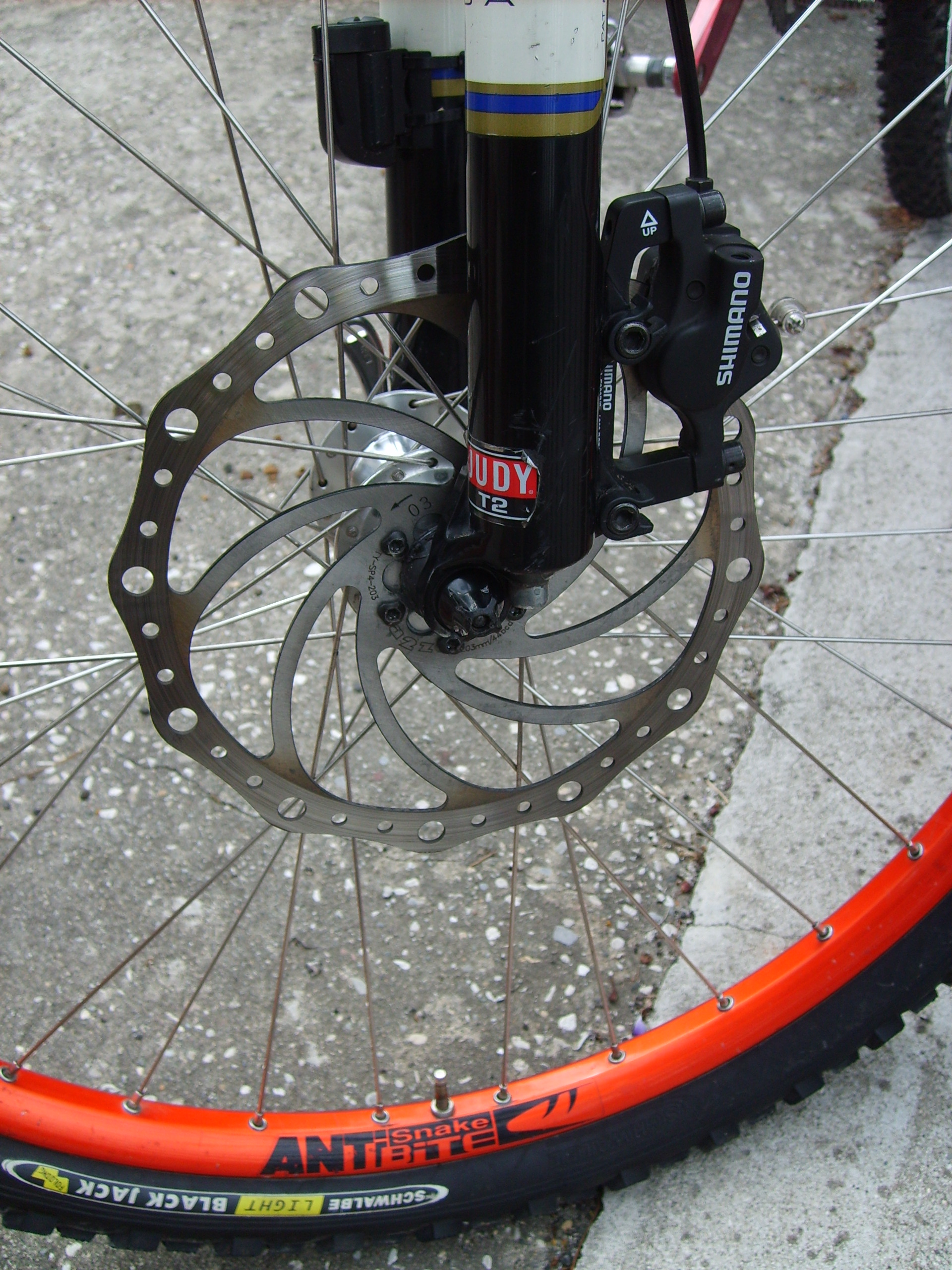
Freno a disco da 203 mm di una moderna mountain bike

Discorso differente per le motociclette sulle quali fino agli anni settanta del XX secolo spopolavano enormi tamburi a più ganasce. L'unica ad anticipare i tempi fu l'italiana Innocenti con lo scooter Lambretta che, grazie alla Campagnolo, nel 1962 produsse in serie il primo scooter al mondo con freno a disco anteriore (modello tv 175 e tv 200). La notizia fece il giro del mondo, persino in Francia le riviste specializzate elogiavano questa grande innovazione che assegnava all'Innocenti un primato mondiale, un primato che venne dimenticato nei decenni.
L'avvento del disco freno che viene ricordato va a merito del grande produttore italiano Brembo che ha imposto i suoi prodotti nelle corse prima e sulla strada poi.
Il disco per uso motociclistico nasce pieno e, ad eccezione di alcuni prototipi apparsi nelle competizioni Superbike negli anni novanta, non è mai stato conveniente o davvero vincente la soluzione autoventilante: prototipi autoventilanti ottenuti per microfusione a cera persa di speciali acciai, sono rimasti un bell'esercizio di tecnologia, tuttavia non supportati da una reale efficacia tecnico/economica.
A fine anni novanta e negli anni a venire si sono imposti sempre più prodotti dal profilo innovativo detto "a margherita" o "wave"; si sono distinti in questo produttori italiani dediti principalmente alla vendita aftermarket. Questa attività è promotrice di un ritorno alle piste frenanti piene o comunque con pochi intagli, onde incontrare il massimo feeling di guida ed una grande modularità di frenata, senza per questo rinunciarne alla potenza. Un concetto quasi sparito, quello appunto della modularità, a causa dell'abuso di foratura sulle piste frenanti e all'impiego da parte di molti produttori di acciai inossidabili molto belli a vedersi ma non sempre all'altezza quanto a durata e prestazioni.
I freni a disco impiegati nelle biciclette, oltre ad avere numerosi pregi, hanno anche alcuni difetti: infatti durante la frenata il disco metallico si surriscalda molto velocemente a causa della sua frizione sulle cosiddette "pastiglie", ovvero delle piccole piastrine o morse favorendo la loro usura. Perciò i freni a disco, soprattutto quelli delle biciclette, hanno bisogno di una regolare manutenzione.
I freni a disco, in campo fisico, sono inoltre soggetti a un fenomeno chiamato Stick-slip, che è dovuto al veloce passaggio dall'attrito statico a quello dinamico, che provoca quei fastidiosi rumori di stridio.

## Descrizione
Un freno a disco è costituito da un disco in ghisa o in acciaio o ceramico solidale alla ruota il quale viene frenato tramite un sistema a pinza che spinge contro di esso una coppia di pastiglie composte da materiale d'attrito, che, premendo contro il disco contemporaneamente da entrambi i lati, ne causano il rallentamento assieme a quello della ruota. La pressione di spinta della pinza è generata grazie ad un dispositivo idraulico (come sulla maggior parte degli autoveicoli) o, talvolta, meccanico (per esempio le biciclette).
I veicoli industriali (solitamente quelli di massa superiore a 6 tonnellate a pieno carico) hanno un dispositivo ad azionamento pneumatico.

### Comando e azionamento dei freni
Il comando dei freni può essere:
- Leva
- Pedale

I freni possono essere azionati tramite vari sistemi:
- Idraulico
- Pneumatico
- Meccanico

### Disco
Quest'elemento è una delle parti a consumo del sistema frenante a disco, che in questo caso ruota assieme alla ruota/e a cui è vincolata, la sua struttura, forma e lavorazioni sono determinanti per definire le sue doti di resistenza e modulabilità e potenza della frenata.

### Pinza freno
La pinza freno è l'elemento che trasferisce la pressione generata dalla pompa freno alle pastiglie, permettendo così la generazione dell'attrito necessario alla frenata.

### Pastiglie o Pattini freno
Quest'elemento è una delle parti a consumo del sistema frenante a disco, che in questo caso scorre in senso lineare dentro la pinza e a cui è vincolata, la sua struttura, forma e lavorazioni sono determinanti per definire le sue doti di resistenza, modellabilità e potenza di frenata. Le pastiglie freno possono essere sinterizzate o organiche.
Per i sistemi pneumatici tipici dei camion, il gioco tra pastiglie e disco frenante normale si attesta tra 0,5 mm e 1,2 mm a seconda del modello frenante, mentre negli impianti idraulici la distanza delle pastiglie con il disco è di circa 0,2 mm

### Pompa freno (solo per sistemi idraulici)
La pompa freno è l'elemento che trasferisce il fluido freni dal serbatoio del liquido alla pinza, in modo da poter azionare i pistoncini e premere le pastiglie contro il disco. La pompa freno si può differenziare in diversi tipi, ma il suo funzionamento rimane sempre lo stesso ed il collegamento tra la pompa e la pinza è generalmente tramite tubi flessibili.

### Serbatoio liquido freno (solo per sistemi idraulici)
Il serbatoio del liquido freno è un contenitore adibito al contenimento del liquido freno in esubero per le esigenze attuali dell'impianto, ma che viene man mano richiamato dalla pompa freno a man mano che le pastiglie si consumano.

### Tubazioni
Nel caso di sistemi pneumatici o a liquido, queste tubazioni devono essere ermetiche e quindi evitare dispersioni, inoltre possono essere di diverso tipo e materiale, da tubi metallici rigidi per percorrere tratti lunghi e non soggetti a movimento e tubi flessibili per collegare due parti soggette a movimenti reciproci, questi vanno dal semplice tubo in gomma per parti dell'impianto a bassa pressione, tubi in gomma ricoperto da uno strato di fibre e da un terzo strato di copertura e tubi in PTFE ricoperti da una treccia metallica e da un terzo strato di copertura.
Le prestazioni alle pressioni di esercizio tra i tubi in gomma rinforzate da fibre e tubi in treccia è pressoché identica, ma c'è una differente capacità alla flessione (maggiore per i tubi rinforzati dalla maglia in fibre) e durata nel tempo.
Tali tubazioni quando collegano una pompa freno a più pinze freno possono essere realizzate in vari modi, quali tubi multipli, quindi un tubo per ogni pinza freno, i quali partono tutti dalla pompa freno, oppure tubi con ponte, dove si ha un unico tubo che si collega a una pinza e dei tubi che fanno da ponte tra le pinze, infine tubi a tre o più vie, dove dalla pinza freno si ha un unico tubo, il quale in prossimità delle pinze freno si biforca e infine si collega alle pinze freno, permettendo una lunghezza omogenea tra pompa freno e pinze freno.
Mentre nei sistemi meccanici si utilizza la guaina.

### Accorgimenti
L'impianto frenante a disco può avere come accorgimenti:
- Inboard disc sistema che sposta i freni dalle ruote al corpo vettura, termine usato impropriamente su veicoli a due ruote, dove il disco freni è integrato nella ruota e rimane centrale al disco, costituendone la parte centrale dello stesso.
- Multidisco utilizzo di più sistemi a disco sulla stessa ruota, come spesso accade per le motociclette di cilindrata maggiore, dove si hanno due dischi e pinze anteriori.

### Calcolo del momento frenante
Se si considera la forza Q normale alla pinza, che spinge la pastiglia contro la superficie del disco in fase di frenatura, e riferendosi ad una superficie di disco infinitesima, di apertura {\displaystyle \ d\alpha } e dimensione radiale {\displaystyle \ dr}, si ha che:
{\displaystyle \mathbb {Q} =\int _{0}^{\alpha }\ \int _{\ R_{1}}^{\ R_{2}}rpd\alpha dr}
essendo {\displaystyle rd\alpha dr} la superficie infinitesima normalmente alla quale agisce il carico, che in termini finiti ha intensità {\displaystyle \mathbb {Q} } e {\displaystyle \ p} la pressione applicata durante la frenatura
e ancora:
{\displaystyle \mathbb {Q} =\alpha \int _{\ R_{1}}^{\ R_{2}}pr\mathrm {d} r} {\displaystyle =\alpha K\left(R_{2}-R_{1}\right)}
(per la dimostrazione della costanza di {\displaystyle \ pr}, vedi dimostrazione). 
Il momento frenante vale:
{\displaystyle \ M_{f}=\int _{0}^{\alpha }\int _{\ R_{1}}^{\ R_{2}}frpr\,d\alpha \,dr}
con {\displaystyle rd\alpha dr} la superficie su cui agisce la forza tangenziale infinitesima {\displaystyle fdQ} ed {\displaystyle f} il coefficiente di attrito.
Si ottiene quindi:
{\displaystyle \ M_{f}=\alpha f\int _{\ R_{1}}^{\ R_{2}}prr\,dr}
Ma dal calcolo di {\displaystyle \mathbb {Q} } si è visto che: 
{\displaystyle \ pr=K={\frac {Q}{\alpha }}{\frac {1}{\left(R_{2}-R_{1}\right)}}}
Quindi si ha:
{\displaystyle \ M_{f}=\alpha f{\frac {Q}{\alpha }}{\frac {1}{\left(R_{2}-R_{1}\right)}}{\frac {R_{2}^{2}-R_{1}^{2}}{2}}=Qf{\frac {R_{2}+R_{1}}{2}}}
Il momento frenante in un freno a disco dipende dal coefficiente d'attrito (aumenta con esso), dalla forza {\displaystyle \mathbb {Q} } e dalle dimensioni {\displaystyle R_{1}}, {\displaystyle R_{2}} ed è dato dalla risultante {\displaystyle \mathbb {Q} } applicata al raggio medio dell'accoppiamento pastiglia-disco.
Poiché il calcolo è stato effettuato su una faccia del disco, il momento frenante complessivo è {\displaystyle \ 2M_{f}}.

### Dimostrazione pr = cost
Applicando l'ipotesi di Reye sull'elementino infinitesimo di disco di apertura {\displaystyle \ 2\pi } e dimensione radiale {\displaystyle \ dr} (corona circolare), caso più semplice, ma analogo di disco abrasivo che ruota su una superficie, si ha che:
il volume elementare di usura è pari a:
{\displaystyle \ dV=2\pi rdrh}
mentre, il lavoro infinitesimo d'attrito vale:
{\displaystyle \ dL=2\pi rdrfp\theta r}
Essendo 
- {\displaystyle \ 2\pi rdr} l'area dell'elementino, essendo {\displaystyle \pi \left(r+dr\right)^{2}-\pi r^{2}=2\pi rdr}, (linearizzando trascurando l'infinitesimo di ordine superiore {\displaystyle \pi dr^{2}})
- {\displaystyle \ \theta r} il percorso della forza elementare
- {\displaystyle \ 2\pi rdrfp} la forza tangenziale infinitesima che compie il lavoro {\displaystyle \ dL}

Per l'ipotesi di Reye, vale che:
il volume che si usura negli elementi a contatto è proporzionale al lavoro speso per attrito nell'accoppiamento
Quindi si ha:
{\displaystyle \ dL\propto \ dV}
e, sostituendo le espressioni trovate di {\displaystyle \ dL} e {\displaystyle \ dV} :
{\displaystyle \ h\propto \ pf\theta r}
da cui segue:
{\displaystyle \ pr=H{\frac {h}{f\theta }}=cost=K}
essendo {\displaystyle \ H} la costante di proporzionalità incognita, {\displaystyle \ h} l'altezza di consumo, anch'essa incognita e {\displaystyle \ \theta } l'angolo di rotazione che ha prodotto l'usura del materiale.
La legge di variazione di {\displaystyle \ p} in funzione di {\displaystyle \ r} è allora un'iperbole equilatera nel piano {\displaystyle \ pr}.